# 费穆 (北魏)
費穆（477年—529年6月30日），胡姓费连氏，字朗兴，代人，河南郡洛阳县（今河南省洛阳市东）人，北魏官员，河阴之变的策划人之一。

## 生平
费穆个性刚强贞烈，有勇壮的气概，很是涉猎了经书和史书，崇尚功业和名声。魏宣武帝初年，费穆袭爵松杨男，后出任夏州别驾，很快加号宁远将军，转任泾州平西府长史。当时的泾州刺史皇甫集是灵太后的大舅舅，仗着自己的外戚身份，做了很多非法的活动。费穆态度严肃的匡正劝谏皇甫集，皇甫集也畏惧费穆。费穆转任安定郡太守，仍为泾州平西府长史。回朝后，费穆加左军将军，转任河阴县县令，有严肃而公正的称誉。
正光二年（520年），柔然可汗婆罗门从凉州来归降北魏，他的部众因饥荒而侵犯抢掠边境城邑，朝廷命令费穆前往宣示抚慰，柔然部众全都诚心归附。次年，柔然人再次反叛，入侵凉州。朝廷任命费穆出任辅国将军、署理征虏将军、兼任尚书左丞、西北道行台，仍为别部将军，前往征讨柔然。费穆率军到达凉州，柔然逃走。费穆对他的部下说：“夷狄有野兽之心，只能看到眼前的利益，遇见强敌就逃走，乘虚就再出来骚扰。如今王师前来征讨，他们虽然惧怕威势而逃遁，但我军归还之后，必然又来侵犯。现在我想用羸弱之军招诱敌人，以求一战，假如不能让他们吓破胆，恐怕终久会使我军疲于奔命。”众人都认为这个计策好。于是费穆就演习训练精锐骑兵，埋伏在山谷之中，派老弱的步兵作为外营以诱惑敌军。柔然的侦查骑兵见到这样，以为魏军果真虚弱，很快柔然军就蜂涌而至。费穆的伏兵奋起奔击，大败柔然军，斩杀部帅郁厥乌尔、俟斤十代等人，缴获牲口杂畜非常多。
正光五年（524年），六镇之乱发生，魏孝明帝元诩诏令费穆为别将，隶属于都督李崇北伐。都督崔暹失利，李崇打算撤退到平城，召集诸将商议说：“朔州是白道的要冲，贼寇的咽喉，如果此处不能保全，那么并州和肆州就危险了。现在我想从众将中挑选一人，让他留下来镇守朔州。不知道谁能担当此任？”众将都说：“没有人能超过费穆的。”李崇就上表请求任命费穆为朔州刺史，仍为本将军，不久改而任命费穆为云州刺史。费穆招聚当地离家逃散的人，很得人心。当时北魏北部边境的州镇，全都沦陷于叛军，只有费穆据守一城，四面抗拒敌军。过了很久，北魏的援军没有到来，加之道路阻塞，云州的粮草兵器全都用尽。费穆知道势力穷尽，就弃城南走，到秀容郡投奔尔朱荣。不久费穆到朝廷请罪，魏孝明帝诏令宽宥了他。
孝昌二年（526年）六月，南绛郡和北绛郡的蜀族反叛，费穆出任都督，讨伐平定了蜀族。费穆出任前将军、散骑常侍，升任平南将军、光禄大夫。孝昌二年（526年）十月，南梁领军曹仲宗、东宫直阁陈庆之进攻北魏的涡阳，梁武帝萧衍又诏令寻阳郡太守韦放率领军队与曹仲宗汇合。北魏派遣散骑常侍费穆率军支援，当时韦放的营寨还没建起来，部下只有两百多人，韦放脱下铠甲下马，坐在胡床上指挥，梁军将士殊死一战，无不以一当百，北魏军队因此撤退，韦放率军追逐到涡阳。北魏又派遣常山王元昭、大将军李奖、乞佛宝、费穆等众五万来支援，韦放率领部下陈度、赵伯超等人夹攻魏军，大败敌人。涡阳城主王纬献城投降，韦放于是登上涡阳城，派遣投降的魏军三十人，分别向李奖、费穆等人报告情况。魏军放弃营寨，一时逃跑溃散，南梁各路军队乘胜进攻，斩获很多，又俘虏了费穆的弟弟费超，和王纬一起送到京师建康城。孝昌四年（528年）二月，妖言惑众的贼人李洪在阳城起兵反叛，进攻焚烧巩县以西，伊闕口以东，向南勾结蛮夷，魏孝明帝诏令费穆兼任武卫将军，率军讨伐，在伊闕口南面大败叛军。费穆升任金紫光禄大夫，正式出任武卫将军。
孝昌四年（528年）三月，尔朱荣向洛阳进发，灵太后征召费穆，命令费穆率领军队驻扎在小平津。等到尔朱荣推奉魏孝庄帝即位，河梁不能自守，费穆就抛弃部众先降于尔朱荣。费穆一向为尔朱荣所知遇，尔朱荣见了他非常高兴。费穆暗中游说尔朱荣说：“您的兵马不过万人，如今长驱直向洛阳，前面没有军队敢于阻挡，正是因为你推奉主上，顺应民心的缘故。既没有战胜者之威严，群情一向都不顺服。现在京师凭着将士之众，百官之盛，听说你的兵力情况，必然对你有轻视侮慢之心。如果不大行诛罚，建树亲党，你回到北边的时候，恐怕不等到越过太行山，内难就会兴起。”尔朱荣内心里同意他的说法。建义元年四月庚子（528年5月17日），费穆用言语迷惑尔朱荣，告诉尔朱荣天下可以夺取，尔朱荣因此发动河阴之变，屠杀北魏百官。天下之人听说如此，无不切齿痛恨。尔朱荣进入洛阳，费穆升任中军将军、吏部尚书，封鲁县开国侯，食邑八百户，又兼任夏州大中正。
梁武帝派其将军曹义宗进逼荆州，建义元年五月癸未（528年6月29日），魏孝庄帝诏令费穆出任使持节、征南将军、都督南征诸军事、大都督，率军前往支援。费穆秘密行军径直进取，出其不意。建义元年十月，魏军一到荆州就大败梁军，生擒曹义宗用囚车送到京师。费穆因功升任卫将军，进封赵平郡开国公，增加食邑一千户。费穆又升任使持节，加侍中、车骑将军、署理仪同三司、前锋大都督。永安二年三月壬戌（529年4月4日），魏孝庄帝诏令上党王元天穆讨伐邢杲，以费穆为前锋大都督，击败平定了邢杲。当时元颢威逼朝廷，魏孝庄帝逃往北方，元颢进入京师。永安二年（529年）五月，费穆与元天穆平定齐地以后，回师准备攻击元颢。元天穆等人率领四万人攻克大梁，派遣费穆率领两万人围攻虎牢，元颢派遣陈庆之进攻费穆。将要攻克虎牢的时候，元天穆因为害怕元颢的势力率军北渡黄河。费穆既没有后续部队，军情又悖离沮丧，于是向元颢投降。由于河阴之变残酷滥杀之事起于费穆，元颢把他带进皇宫诘问斥责。永安二年六月己丑（529年6月30日），费穆被杀死，时年虚岁五十三。魏孝庄帝回到洛阳后，追赠费穆为侍中、司徒公，谥号武宣。

## 家庭

### 高祖
- 费峻，北魏征南将军、广阿镇大将、下邳公

### 曾祖
- 费郁，北魏燕郡太守、五等男

### 祖父
- 费于，北魏平南将军、怀州刺史、松阳男

### 父亲
- 费万，北魏平南将军、梁国镇将、松阳男

### 兄弟
- 费霞，北魏荆州刺史[36]
- 费超

### 子女
- 费庆远，东魏龙骧将军、青州开府司马
- 费孝远，隋朝晋州刺史